# Charles J. Haughey

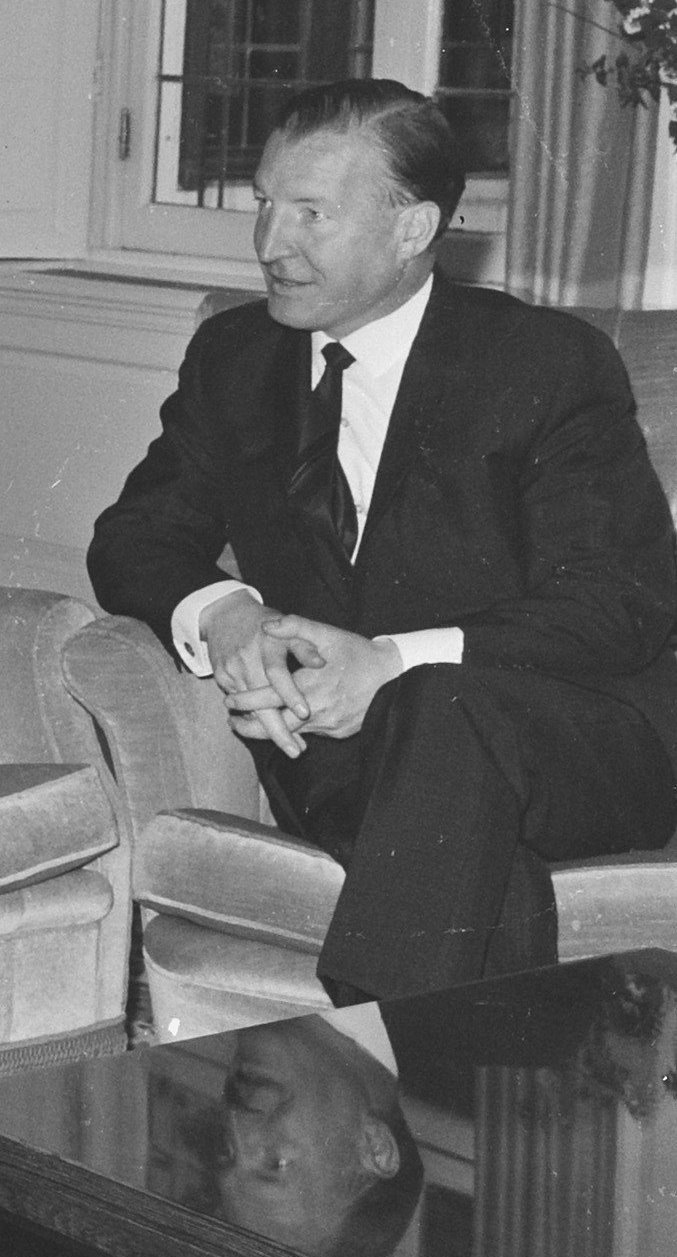
Charles Haughey (1967)

Charles James Haughey (irisch: Cathal Séamas Ó hEochaidh, * 16. September 1925 in Castlebar; † 13. Juni 2006 in Kinsealy) war irischer Politiker für die Partei Fianna Fáil und war drei Mal irischer Premierminister: von 1979 bis 1981, 1982 und von 1987 bis 1992.
Er wurde am 16. Juni 2006 auf dem St Fintan's Cemetery begraben.

## Frühe Jugend
Charles Haughey wurde in Castlebar (County Mayo) geboren und entstammt einer Familie mit republikanischem Hintergrund. Sein Vater war Offizier in der IRA, begann später aber eine Offizierslaufbahn bei der regulären irischen Armee. Eine schwere Krankheit des Vaters erzwang den Austritt aus der Armee, die Familie zog nach Dublin. Dort studierte Haughey und qualifizierte sich zum Buchhalter, später begann er ein Studium der Rechtswissenschaften und wurde Anwalt.

## Politische Karriere
Charles Haughey galt als einer der Politiker mit dem ausgeprägtesten Überlebensinstinkt. Trotz mehrerer Rückschläge gelang ihm 1957 erstmals der Einzug in den Dáil Éireann, das Unterhaus des irischen Parlaments. Dort vertrat er die Fianna-Fáil-Partei, der er bis zum Ende seiner Laufbahn angehörte. Seine erste große Aufgabe, die Position als Staatssekretär für das Justizministerium, bot ihm 1960 sein politischer Mentor Seán Lemass an, der auch sein Schwiegervater war. Haughey hatte 1951 dessen Tochter Maureen geheiratet. Im Jahr darauf wurde er selbst Justizminister und bekleidete dieses Amt mit einigem Erfolg, wobei er eine Vielzahl von gesetzesgeberischen Reformen auf den Weg brachte. Diese Bilanz konnte er im nächsten Amt, dem des Agrarministers, nicht fortsetzten.

## Waffenkrise
Haughey hegte früh Ambitionen für das Amt des Premierministers; er sah seine Chance gekommen, als Seán Lemass 1966 vom Amt des Taoiseach zurücktrat. Stattdessen nominierte die Partei jedoch Jack Lynch, Haughey musste sich erbittert mit dem Amt des Finanzministers begnügen. Dort bewies er Effizienz in seiner Amtsführung, begründet durch seinen beruflichen Hintergrund. Seine Verwicklung in die Waffenkrise sollte ihn jedoch das Amt kosten. Als 1969/1970 die Unruhen in Nordirland aufflammten, wurde Haughey und dem Agrarminister Neil Blaney vorgeworfen, Hilfsgelder für notleidende Katholiken in Ulster veruntreut und stattdessen an die IRA geleitet zu haben. Im Mai 1970 entließ Premierminister Lynch beide Minister. Haughey gab seine Karriere nicht auf, sondern verbrachte die Jahre bis 1977 in der politischen Verbannung in der Provinz. Dann gelang ihm ein bemerkenswertes Comeback: Fianna Fáil kehrte nach Jahren der Opposition zurück in die Regierungsverantwortung. Haughey hatte sich inzwischen mit pro-republikanischer Rhetorik eine starke Anhängerschaft aufgebaut, Lynch sah sich gezwungen, ihn wieder in die Ministerriege aufzunehmen. Als 1979 Lynch vom Amt des Premiers zurücktrat, nutzte Haughey seine Chance. Er gewann die hart umkämpfte Wahl des Nachfolgers gegen seinen Konkurrenten George Colley.

## Machtwechsel und politisches Erbe
Die 1980er Jahre waren in Irland geprägt durch eine tiefe Wirtschaftskrise und politische Instabilität. Das politische Geschick ließ Haughey seitdem im Stich, seine Zeit als Regierungschef war nicht von Erfolgen gekrönt: Die öffentlichen Ausgaben erreichten Rekordhöhen, die Steuern stiegen. 1981 verlor Haughey die Parlamentswahlen und wurde Oppositionsführer. Doch die neue Regierung unter Garret FitzGerald verlor nach nur wenigen Monaten in einer weiteren Parlamentswahl ihre Mehrheit. So kehrte Haughey bereits Anfang 1982 als Premierminister zurück. Auch seine zweite Amtszeit war von Misserfolgen und Eklats wie der GUBU-Affäre um seinen Generalstaatsanwalt Patrick Connolly geprägt, sodass die gegnerische Fine Gael Ende 1982 die dritten Parlamentswahlen binnen kurzer Zeit für sich entscheiden konnte. Haughey kehrte 1987 noch einmal ins Premierministeramt zurück, doch der wirtschaftliche Aufschwung ließ auf sich warten. Seine Jahre im Amt waren überschattet von innerparteilichen Auseinandersetzungen, Vorwürfen der Annahme von privaten Spenden und der Vorteilsnahme. Enthüllungen über außereheliche Beziehungen taten ihr Übriges, seinen Ruf zu demontieren.
Kaum eine Persönlichkeit spaltet die Meinung in Irland so sehr wie Charles Haughey. Für seine Kritiker war er dafür verantwortlich, dass durch Korruptionsvorwürfe das Ansehen der Politik Irlands im Allgemeinen und der Ruf der Fianna Fáil im Besonderen untergraben wurde. Für seine Befürworter war „Charlie“ ein Reformer und Wegbereiter für den Aufstieg Irlands zum Keltischen Tiger. Er erlag am 13. Juni 2006 in seinem Haus in Kinsealy (County Dublin) einem Krebsleiden.